# 刺毛异形木
刺毛异形木（学名：Allomorphia setosa）为野牡丹科异形木属下的一个种。